# Медаль Азійсько-Тихоокеанської кампанії
Медаль Азійсько-Тихоокеанської кампанії (англ. Asiatic-Pacific Campaign Medal) — військова нагорода США, встановлена 6 листопада 1942 року. Медаллю нагороджувалися всі військовослужбовці, які прослужили не менше 30 днів в театрі бойових дій Азійсько-Тихоокеанського регіону з 7 грудня 1941 року по 8 листопада 1945 року.

## Опис
Аверс: Зображення військ в тропічному районі, на другому плані — кораблі і літаки. Зверху по колу напис: «ASIATIC PACIFIC CAMPAIGN» (Азійсько-Тихоокеанська кампанія). При нагородженні цією медаллю традиція прикріплення до стрічки відмінних планок із зазначенням операції або місця служби не була збережена.
Реверс: Рельєфне зображення орла зі складеними крилами. Зліва дати: «1941-1945», праворуч напис: «UNITED STATES OF AMERICA» (Сполучені Штати Америки).
Медаль вироблена з бронзи, в діаметрі становить 32 мм.
Стрічка до медалі має ширину 36 мм та жовтого кольору з білими, червоними і синьою смужками.